# 1317
Évszázadok: 13. század – 14. század – 15. század
Évtizedek: 1260-as évek – 1270-es évek – 1280-as évek – 1290-es évek – 1300-as évek – 1310-es évek – 1320-as évek – 1330-as évek – 1340-es évek – 1350-es évek – 1360-as évek
Évek: 1312 – 1313 – 1314 – 1315 –  1316 – 1317 – 1318 – 1319 – 1320 – 1321 – 1322

## Események

### Határozott dátumú események
- július 4. – XXII. János pápa Péter, domonkos-rendi szerzetest, Károly Róbert gyóntatóját és szentszéki követét nevezi ki boszniai püspöknek.[1]
- december 22. – I. Mihail tveri fejedelem megveri a moszkvai-tatár sereget, és foglyul ejti Jurij moszkvai herceg feleségét.[2]

### Határozatlan dátumú események
- az év elején – Az oligarchák lázadása Károly Róbert ellen. Borsa Kopasz szövetséget köt az Abafiakkal, az Amadékkal és Kán Lászlóval. A lázadók András halicsi fejedelmet IV. Béla dédunokáját léptetik fel trónkövetelőként.
- július – Debrecen mellett a királyi sereg megveri Borsa Kopasz seregét, ezzel a lázadás ereje megtörik.
- az év folyamán – Károly Róbert megerősíti az Andreanum érvényességét.

## Születések
- II. Vilmos hainaut-i gróf

## Halálozások
- február 7. – Robert de Clermont, IX. Lajos francia király fia, Clermont-en-Beauvaisis grófja, a Bourbon-ház őse. (* 1256)
- október 8. – Fusimi japán császár  (* 1265)
- december 24. – Jean de Joinville, IX. Lajos francia király harcostársa, barátja és életírója (* 1224)